# Bundesliga niemiecka w piłce nożnej (2006/2007)
Bundesliga niemiecka w piłce nożnej 2006/2007 – 44. edycja najwyższych w hierarchii rozgrywek ligowych niemieckiej klubowej piłki nożnej. Tytułu mistrzowskiego bronił Bayern Monachium, beniaminkami byli Alemannia Aachen, Energie Cottbus i VfL Bochum. Tytuł Mistrza Niemiec w piłce nożnej zdobył VfB Stuttgart.

## Zespoły
| Uczestnicy poprzedniej edycji                                                                                 | Uczestnicy poprzedniej edycji | Uczestnicy poprzedniej edycji | Uczestnicy poprzedniej edycji |
| --- | ----------------------------- | ----------------------------- | ----------------------------- |
| BMU | Bayern Monachium              | 1                             |                               |
| WER | Werder Brema                  | 2                             |                               |
| HSV | Hamburger SV                  | 3                             |                               |
| S04 | FC Schalke 04                 | 4                             |                               |
| LEV | Bayer Leverkusen              | 5                             |                               |
| HER | Hertha BSC                    | 6                             |                               |
| DOR | Borussia Dortmund             | 7                             |                               |
| NUR | 1. FC Nürnberg                | 8                             |                               |
| STU | VfB Stuttgart                 | 9                             |                               |
| MGL | Borussia Mönchengladbach      | 10                            |                               |
| MAI | 1. FSV Mainz 05               | 11                            |                               |
| H96 | Hannover 96                   | 12                            |                               |
| BIE | Arminia Bielefeld             | 13                            |                               |
| FRA | Eintracht Frankfurt           | 14                            |                               |
| WOL | VfL Wolfsburg                 | 15                            |                               |
| Awans z 2. Bundesligi 2005/2006                                                                               |                               |                               |                               |
| BOC | VfL Bochum                    | 1                             |                               |
| AAC | Alemannia Akwizgran           | 2                             |                               |
| COT | Energie Cottbus               | 3                             |                               |
| Oznaczenia: - kolumna pierwsza – skróty nazw drużyn, - kolumna trzecia – miejsce zajęte w poprzednim sezonie. |                               |                               |                               |

## Rozgrywki
W sezonie 2006/2007 drużyny miały do rozegrania 34 kolejki ligowe po 9 meczów (razem 306 spotkań) w dwóch rundach: jesiennej i wiosennej. Inauguracja rozgrywek miała miejsce 11 sierpnia 2006 o godz. 20:45 w Monachium, gdzie obrońca tytułu Mistrza Niemiec, miejscowy Bayern Monachium, podejmował zespół Borussii Dortmund. Mecz zakończył się wygraną gospodarzy 2:0. Pierwszą bramkę sezonu strzelił w 24. minucie Roy Makaay.
Runda jesienna: 11 sierpnia 2006 – 17 grudnia 2006 

Runda wiosenna: 26 stycznia 2007 – 19 maja 2007

## Tabela
| Lp. | Drużyna                      | M  | Z  | R  | P  | Bramki | Bramki | Różn. | Pkt | Uwagi                                         |
| --- | ---------------------------- | -- | -- | -- | -- | ------ | ------ | ----- | --- | --------------------------------------------- |
| 1   | VfB Stuttgart (M)            | 34 | 21 | 7  | 6  | 59     | 36     | +23   | 70  | Liga Mistrzów UEFA • Faza grupowa             |
| 2   | FC Schalke 04                | 34 | 21 | 5  | 8  | 53     | 31     | +22   | 68  | Liga Mistrzów UEFA • Faza grupowa             |
| 3   | Werder Brema                 | 34 | 20 | 6  | 8  | 76     | 40     | +36   | 66  | Liga Mistrzów UEFA • III runda kwalifikacyjna |
| 4   | Bayern Monachium             | 34 | 18 | 6  | 10 | 55     | 40     | +15   | 60  | Puchar UEFA • I runda                         |
| 5   | Bayer Leverkusen             | 34 | 15 | 6  | 13 | 54     | 49     | +5    | 51  | Puchar UEFA • I runda                         |
| 6   | 1. FC Nürnberg               | 34 | 11 | 15 | 8  | 43     | 32     | +11   | 48  | Puchar UEFA • I runda                         |
| 7   | Hamburger SV                 | 34 | 10 | 15 | 9  | 43     | 37     | +6    | 45  | Puchar Intertoto • III runda                  |
| 8   | VfL Bochum                   | 34 | 13 | 6  | 15 | 49     | 50     | −1    | 45  |                                               |
| 9   | Borussia Dortmund            | 34 | 12 | 8  | 14 | 41     | 43     | −2    | 44  |                                               |
| 10  | Hertha BSC                   | 34 | 12 | 8  | 14 | 50     | 55     | −5    | 44  |                                               |
| 11  | Hannover 96                  | 34 | 12 | 8  | 14 | 41     | 50     | −9    | 44  |                                               |
| 12  | Arminia Bielefeld            | 34 | 11 | 9  | 14 | 47     | 49     | −2    | 42  |                                               |
| 13  | Energie Cottbus              | 34 | 11 | 8  | 15 | 38     | 49     | −11   | 41  |                                               |
| 14  | Eintracht Frankfurt          | 34 | 9  | 13 | 12 | 46     | 58     | −12   | 40  |                                               |
| 15  | VfL Wolfsburg                | 34 | 8  | 13 | 13 | 37     | 45     | −8    | 37  |                                               |
| 16  | 1. FSV Mainz 05 (S)          | 34 | 9  | 7  | 18 | 46     | 70     | −24   | 34  | Spadek do 2. Bundesligi                       |
| 17  | Alemannia Akwizgran (S)      | 34 | 8  | 10 | 16 | 34     | 57     | −23   | 34  | Spadek do 2. Bundesligi                       |
| 18  | Borussia Mönchengladbach (S) | 34 | 6  | 8  | 20 | 23     | 44     | −21   | 26  | Spadek do 2. Bundesligi                       |

## Strzelcy
| Miejsce              | Kraj       | Piłkarz         | Klub               | Bramki |
| -------------------- | ---------- | --------------- | ------------------ | ------ |
| 1                    | Grecja     | Theofanis Gekas | VfL Bochum         | 20     |
| 2                    | Szwajcaria | Alexander Frei  | Borussia Dortmund  | 16     |
| 2                    | Holandia   | Roy Makaay      | Bayern Monachium   | 16     |
| 4                    | Niemcy     | Kevin Kurányi   | FC Schalke 04      | 15     |
| 5                    | Niemcy     | Mario Gómez     | VfB Stuttgart      | 14     |
| 5                    | Serbia     | Marko Pantelić  | Hertha BSC         | 14     |
| 5                    | Rumunia    | Sergiu Radu     | FC Energie Cottbus | 14     |
| 5                    | Egipt      | Mohamed Zidan   | 1. FSV Mainz 05    | 14     |
| 9                    | Brazylia   | Cacau           | VfB Stuttgart      | 13     |
| 9                    | Brazylia   | Diego           | Werder Brema       | 13     |
| 9                    | Niemcy     | Miroslav Klose  | Werder Brema       | 13     |
| Stan na 19 maja 2007 |            |                 |                    |        |